# القمة العربية 2009 (الدوحة)
قمة جامعة الدول العربية 2009 عقدت في الدوحة، قطر في 30 مارس 2009. تحدت جامعة الدول العربية المحكمة الجنائية الدولية بإعطاء «الترحيب الحار» إلى الرئيس السوداني عمر حسن البشير، الذي أصدرت المحكمة مذكرة توقيف ضده بتهمة ارتكاب جرائم حرب في دارفور ووصفنها بأنها ابادة جماعية.